# Werdenfelser Land

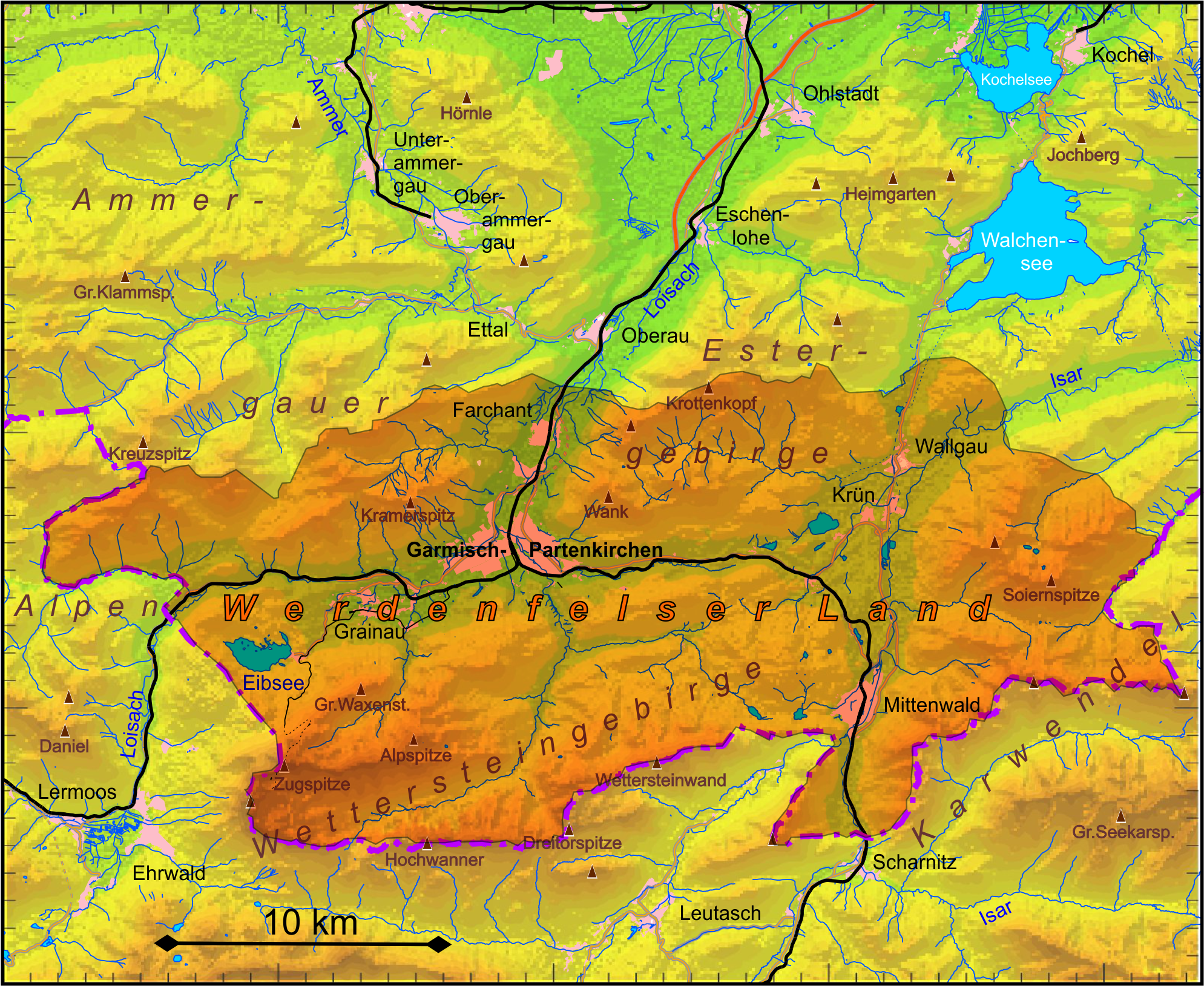
Carte du Werdenfelser Land.

Le Werdenfelser Land est une région de Haute-Bavière qui s'étend de Mittenwald, au sud, à Farchant, au nord. Il comprend des parties des Alpes bavaroises. Du Moyen-Âge jusqu'à la Guerre de Trente Ans, le Werdenfelser Land dépendait du Prince-Archevèque de Freising et non pas du Duc de Bavière.
La région tire son nom du château médiéval Werdenfels, au nord de Garmisch-Partenkirchen. Le château a été utilisé principalement pour protéger les voies militaires et commerciales à travers la vallée du Loisach qui relie l'Italie à la Haute-Bavière. En 2006, le Werdenfelser Land a été enregistré dans la liste des 77 excellents géotopes nationales Allemagne.

## Ville
Le centre culturel est Garmisch-Partenkirchen. Les endroits suivants font également partie du Werdenfelser Land :
- Farchant
- Grainau
- Krün
- Mittenwald
- Wallgau

## Géographie
Le sud est délimité par les montagnes Wetterstein et Karwendel. Le Zugspitze, situé au sud-ouest de Garmisch-Partenkirchen est, avec ses 2 962 mètres d'altitude, la plus haute montagne en Allemagne. Les vallées et les contreforts des Alpes ont été fortement influencés par la dernière ère glaciaire. Les lacs sont en partie surgis en raison des eaux souterraines qui ont rempli les dépressions créées par le glacier. Par la suite, les lacs se sont asséchés, donnant naissance à des marécages comme celui de Murnau.